# Contrôle statistique de la qualité
Le contrôle statistique de la qualité est une méthode de gestion de la qualité des objets fabriqués basée sur les statistiques, une branche des mathématiques.
La courbe normale est fréquemment utilisée pour prévoir le nombre d'objets défectueux qui seront produits dans des conditions de production stable. Il y a aussi des modes d'inspection qui se font selon des chartes établies par l'armée américaine.
La gestion par statistique améliore les productions de masse et aide à découvrir les causes entrainant des erreurs de production.